# Les seins de Bébé mettent en danger la société
Les seins de Bébé mettent en danger la société (Bebe's Boobs Destroy Society en version originale) est le dixième épisode de la sixième saison de la série animée South Park, ainsi que le 89e épisode de l'émission.

## Synopsis
Barbara, alias Bébé, voit sa puberté arriver bien vite et ses seins commencent à pousser. Les garçons lui trouvent un intérêt soudain et la vénèrent comme une des leurs, ce qui rend les autres filles très jalouses.

## Note
- L'opération de chirurgie esthétique de Wendy Testaburger a été censurée dans plusieurs rediffusions. Elle rappelle une vidéo qui circulait sur Internet, d'une opération tout aussi violente, à cette différence près que l'opéré était un homme.
- Le titre de l'épisode est quelquefois traduit par Les seins de Bebe ont détruit la société.
- Il s'agit du dixième épisode où Kenny n'apparait pas.